# Ilex matanoana
Ilex matanoana är en järneksväxtart som beskrevs av Tomitaro Makino. Ilex matanoana ingår i släktet järnekar, och familjen järneksväxter. Inga underarter finns listade i Catalogue of Life.